# Улрих фон Кьонигсег-Аулендорф
Улрих фон Кьонигсег (на немски: Ulrich von Königsegg; † между 18 май 1386 и 19 май 1388) от стария швабски благороднически род Кьонигсег, е господар на Аулендорф и Марщетен (днес част от Айтрах) в Баден-Вюртемберг. Замъкът Кьонигсег днес е част от Гугенхаузен в Баден-Вюртемберг.

## Биография
Той е син на рицар Улрих II фон Кьонигсег († 1389) и Анна фон Хюрнхайм-Катценщайн († 1350), дъщеря на рицар Улрих фон Хюрнхайм-Катценщайн († 1315) и Маргарета († сл. 1328).
През 1613 г. потомците му стават фрайхерен и през 1629 г. са издигнати на имперски графове от император Фердинанд II.
Погребан е в Аулендорф.

## Фамилия
Улрих фон Кьонигсег се жени за Маргарета фон Шеленберг († 14 февруари 1403, погребана в Аулендорф), дъщеря на Хайнрих фон Шеленберг-Лаутрах († 1386) и Елизабет († сл. 1399). Те имат осем деца:
- Марквард фон Кьонигсег († 5 май 1444/1446)
- Бертхолд фон Кьонигсег († 27 май 1457), женен за Елизабет фон Хоенфелс
- Луитхолд фон Кьонигсег († 21 януари/17 май 1418)
- Йохан фон Кьонигсег († 20 януари 1418), женен за Елизабет фон Еген
- Маргарета фон Кьонигсег, омъжена за Херман фон Либенег
- Валтер фон Кьонигсег
- Улрих фон Кьонигсег († 1443), господар на Марщетен, женен за Елизабет фон Ритхайм († сл. 1445); имат пет деца
- Бентце фон Кьонигсег

## Галерия
- Замък Кьонигсег
- Дворец Аулендорф
- Руина от замък Марщетен при Айтрах